# Dick Pound
Pour les articles homonymes, voir Pound.
Richard William Duncan Pound ou Dick Pound, né le 22 mars 1942 à St. Catharines, est un ancien nageur canadien, et avocat au cabinet Stikeman Elliott.  Il fut également chancelier de l'Université McGill, vice-président du Comité international olympique, et président de 1999 à 2007 de l'Agence mondiale antidopage.
Cet ancien nageur canadien, qui a participé aux Jeux olympiques de 1960, terminant à la 6e place du 100 mètres nage libre devient membre du comité olympique canadien à la fin de carrière sportive, puis président de ce même comité. Devenu avocat, on lui demande de défendre son compatriote, le sprinteur Ben Johnson, lorsque celui-ci est contrôlé positif au stéroïdes lors des Jeux Olympiques de Séoul en 1988.
En 1978, il est élu au Comité international olympique, prenant en charge la responsabilité de la négociation des droits télévisés et de sponsoring. Il est le principal artisan du passage du CIO à une entreprise multimilliardaire. Il se fait également connaître à cette époque pour ses critiques acides de la corruption existant au sein du CIO de l'ère du président Juan Antonio Samaranch. Ces critiques le conduisent à la tête de l'enquête menée après les révélations de corruption au sein du CIO pour l'attribution des Jeux olympiques 2002 de Salt Lake City. 
Durant cette période, il est un fervent militant pour un renforcement des contrôles antidopage.
À l'annonce du retrait de Samaranch de la présidence du CIO en 2001, il pose sa candidature à ce poste. Mais les votants lui préfèrent le Belge Jacques Rogge, suivi du Coréen Kim Un-Yong, un des principaux accusés du scandale de Salt Lake City. Celui-ci sera d'ailleurs exclu du CIO plus tard.
Il devient ensuite président de l'Agence mondiale antidopage, l'AMA. Il est l'artisan principal du développement de la lutte antidopage. Cette mission l'entraîne dans de nombreuses luttes, en particulier contre le Comité olympique, soupçonné puis convaincu de ne pas dénoncer ses athlètes contrôlés positifs, en particulier en athlétisme. Cette lutte lui vaut également les reproches du monde du hockey sur glace nord-américain après qu'il eut déclaré que près de la moitié des hockeyeurs de la LNH étaient des utilisateurs de stéroïdes ou autres produits dopants.

## Affaire du «pays de sauvages»
Pendant une entrevue en français concernant l'association du Comité international olympique avec la Chine il a dit:
«Il ne faut pas oublier qu'il y a 400 ans, le Canada était un pays de sauvages, avec à peine 10 000 habitants d'ascendance européenne, tandis qu'en Chine, on parle d'une civilisation de 5000 ans.» 

## Distinctions
- 1993 - Officier de l'Ordre national du Québec
- 2010 - Docteur honoris causa de l'Université du Québec